# Liste der größten Unternehmen in Indien
Die Liste der größten Unternehmen in Indien enthält die vom Forbes Magazine in der Liste Forbes Global 2000 veröffentlichten größten börsennotierten Unternehmen in Indien.
Die Rangfolge der jährlich erscheinenden Liste der 2000 größten börsennotierten Unternehmen der Welt errechnet sich aus einer Kombination von Umsatz, Nettogewinn, Aktiva und Marktwert. Dabei wurden die Platzierungen der Unternehmen in den gleich gewichteten Kategorien zu einem Rang zusammengezählt. In der Tabelle aufgeführt sind auch der Hauptsitz und die Branche. Die Zahlen sind in Milliarden US-Dollar angegeben und beziehen sich auf das Geschäftsjahr 2023, für den Marktwert auf den Börsenkurs im Frühjahr 2024. Die Zahl unter Forbes 2000 zeigt den weltweiten Rang des Unternehmens an.
| Rang | Forbes 2000 | Name                                | Hauptsitz | Umsatz (Mrd. $) | Gewinn (Mrd. $) | Aktiva (Mrd. $) | Marktwert (Mrd. $) | Branche                 |
| ---- | ----------- | ----------------------------------- | --------- | --------------- | --------------- | --------------- | ------------------ | ----------------------- |
| 1    | 49          | Reliance Industries                 | Mumbai    | 108,8           | 8,4             | 210,5           | 233,1              | Mischkonzern            |
| 2    | 55          | State Bank of India                 | Mumbai    | 71,8            | 8,1             | 807,4           | 87,6               | Banken                  |
| 3    | 65          | HDFC Bank                           | Mumbai    | 49,3            | 7,7             | 483,2           | 133,6              | Banken                  |
| 4    | 70          | Life Insurance Corporation of India | Neu-Delhi | 98,0            | 4,9             | 561,4           | 73,6               | Versicherungen          |
| 5    | 142         | ICICI Bank                          | Mumbai    | 28,5            | 5,3             | 283,5           | 95,3               | Banken                  |
| 6    | 207         | Oil and Natural Gas Corporation     | Neu-Delhi | 77,5            | 5,1             | 80,6            | 41,9               | Öl & Gas                |
| 7    | 259         | Indian Oil Corporation              | Neu-Delhi | 93,8            | 5,0             | 57,8            | 27,8               | Öl & Gas                |
| 8    | 284         | Tata Motors                         | Mumbai    | 52,9            | 3,8             | 44,4            | 43,8               | Automotive              |
| 9    | 293         | Axis Bank                           | Mumbai    | 16,7            | 3,2             | 182,0           | 42,3               | Banken                  |
| 10   | 372         | NTPC Limited                        | Neu-Delhi | 21,2            | 2,4             | 54,7            | 42,5               | Versorger               |
| 11   | 398         | Larsen & Toubro                     | Mumbai    | 26,7            | 1,6             | 40,7            | 56,9               | Kapitalgüter            |
| 12   | 412         | Tata Consultancy Services           | Mumbai    | 29,1            | 5,5             | 17,6            | 166,5              | Informationstechnologie |
| 13   | 440         | Bank of Baroda                      | Vadodara  | 17,1            | 2,3             | 198,4           | 16,2               | Banken                  |
| 14   | 442         | Kotak Mahindra Bank                 | Mumbai    | 11,4            | 2,2             | 92,0            | 40,5               | Banken                  |
| 15   | 472         | Bharti Airtel                       | Neu-Delhi | 18,1            | 0,9             | 53,3            | 91,5               | Telekommunikation       |
| 16   | 488         | Coal India                          | Kolkata   | 17,2            | 3,9             | 28,5            | 34,8               | Bergbau                 |
| 17   | 525         | Canara Bank                         | Bangalore | 16,8            | 1,8             | 184,0           | 12,4               | Banken                  |
| 18   | 533         | Power Finance Corporation           | Neu-Delhi | 11,1            | 2,4             | 124,6           | 18,5               | Finanzen                |
| 19   | 537         | Bharat Petroleum                    | Mumbai    | 54,1            | 3,2             | 24,3            | 16,4               | Öl & Gas                |
| 20   | 569         | Infosys                             | Bangalore | 18,6            | 3,2             | 16,5            | 71,9               | Informationstechnologie |
| 21   | 571         | Punjab National Bank                | Neu-Delhi | 14,8            | 1,1             | 191,7           | 16,5               | Banken                  |
| 22   | 575         | Union Bank of India                 | Mumbai    | 14,3            | 1,7             | 168,1           | 12,7               | Banken                  |
| 23   | 592         | Bajaj Finserv                       | Pune      | 13,0            | 1,0             | 64,5            | 30,3               | Finanzen                |
| 24   | 593         | Mahindra & Mahindra                 | Mumbai    | 16,8            | 1,4             | 28,3            | 37,5               | Automobile              |
| 25   | 645         | JSW Steel Ltd                       | Mumbai    | 21,1            | 1,1             | 27,4            | 26,6               | Eisen und Stahl         |
| 26   | 684         | Hindalco Industries                 | Mumbai    | 26,1            | 1,1             | 27,1            | 17,7               | Bergbau                 |
| 27   | 746         | Grasim Industries                   | Mumbai    | 15,3            | 0,7             | 47,0            | 19,8               | Mischkonzern            |
| 28   | 764         | HCL Technologies                    | Noida     | 13,3            | 1,9             | 12,0            | 43,4               | Software                |
| 29   | 810         | ITC Limited                         | Kolkata   | 8,5             | 2,5             | 10,5            | 65,4               | Mischkonzern            |
| 30   | 827         | Power Grid Corporation of India     | Gurgaon   | 5,6             | 1,9             | 29,6            | 35,0               | Versorger               |
| 31   | 834         | Tata Steel                          | Kolkata   | 28,3            | −0,4            | 32,7            | 25,1               | Eisen und Stahl         |
| 32   | 901         | IndusInd Bank                       | Mumbai    | 6,7             | 1,1             | 61,8            | 13,2               | Banken                  |
| 33   | 922         | Indian Railway Finance Corporation  | New Delhi | 3,2             | 0,7             | 58,6            | 26,5               | Finanzen                |
| 34   | 926         | Wipro                               | Bangalore | 10,8            | 1,3             | 13,8            | 28,9               | Informationstechnologie |
| 35   | 930         | GAIL                                | Neu-Delhi | 16,1            | 1,2             | 15,0            | 16,1               | Öl & Gas                |
| 36   | 947         | Indian Bank                         | Chennai   | 7,8             | 1,0             | 95,4            | 8,7                | Banken                  |
| 37   | 961         | Vedanta Limited                     | Mumbai    | 17,4            | 0,5             | 22,9            | 19,7               | Bergbau                 |
| 38   | 1048        | Adani Power                         | Ahmedabad | 6,1             | 2,5             | 11,1            | 29,4               | Energie                 |
| 39   | 1053        | Bank of India                       | Mumbai    | 8,1             | 0,8             | 110,8           | 6,7                | Banking                 |
| 40   | 1059        | Adani Enterprises                   | Ahmedabad | 12,7            | 0,4             | 19,3            | 41,9               | Holding                 |
| 41   | 1161        | Sun Pharmaceutical                  | Mumbai    | 5,7             | 1,1             | 9,6             | 44,1               | Pharma                  |
| 42   | 1212        | IndiGo                              | Gurgaon   | 7,9             | 0,9             | 8,8             | 20,2               | Airline                 |
| 43   | 1219        | Adani Ports & SEZ                   | Ahmedabad | 3,2             | 1,0             | 14,3            | 34,6               | Schifffahrt             |
| 44   | 1259        | IDBI Bank                           | Mumbai    | 3,7             | 0,7             | 43,7            | 10,9               | Banken                  |
| 45   | 1264        | Bajaj Auto                          | Pune      | 5,4             | 0,9             | 4,7             | 29,4               | Automobile              |
| 46   | 1281        | Shriram Transport Finance           | Chennai   | 4,4             | 0,9             | 29,8            | 10,7               | Finanzen                |
| 47   | 1384        | Asian Paints                        | Mumbai    | 4,3             | 0,7             | 3,6             | 32,3               | Chemie                  |
| 48   | 1534        | Tata Power                          | Mumbai    | 7,4             | 0,5             | 16,7            | 16,7               | Versorger               |
| 49   | 1562        | Titan Company                       | Bangalore | 6,2             | 0,0             | 2,3             | 1,1                | Edelsteine              |
| 50   | 1604        | Jio Financial Services              | Mumbai    | 0,2             | 0,2             | 17,4            | 27,2               | Finanzen                |
| 49   | 1568        | Rajesh Exports                      | Bangalore | 32,6            | 0,1             | 4,1             | 2,0                | Edelsteine              |
| 50   | 1617        | DMart                               | Mumbai    | 6,1             | 0,3             | 2,5             | 36,6               | Einzelhandel            |
| 51   | 1693        | Jindal Steel and Power              | Neu-Delhi | 6,0             | 0,6             | 9,4             | 12,4               | Eisen und Stahl         |
| 52   | 1697        | LIC Housing Finance                 | Mumbai    | 3,3             | 0,4             | 34,9            | 4,3                | Finanzen                |
| 53   | 1699        | Adani Green Energy                  | Ahmedabad | 1,1             | 0,1             | 10,6            | 34,8               | Erneuerbare Energien    |
| 54   | 1704        | Bajaj Holdings & Investment         | Mumbai    | 0,2             | 0,9             | 7,8             | 11,0               | Holding                 |
| 55   | 1760        | General Insurance Corporation       | Mumbai    | 5,7             | 0,9             | 20,9            | 7,2                | Versicherungen          |
| 56   | 1769        | Yes Bank                            | Mumbai    | 4,0             | 0,2             | 48,7            | 8,3                | Banken                  |
| 57   | 1805        | Motherson Sumi Systems              | Noida     | 11,4            | 0,2             | 9,4             | 10,5               | Automobile              |
| 58   | 1821        | Bharat Electronics                  | Bangalore | 2,2             | 0,4             | 4,4             | 21,8               | Rüstung                 |
| 59   | 1840        | Central Bank of India               | Mumbai    | 4,3             | 0,3             | 53,7            | 6,4                | Banken                  |
| 60   | 1842        | Bank of Maharashtra                 | Pune      | 2,8             | 0,5             | 36,8            | 5,5                | Banken                  |
| 61   | 1848        | Indus Towers                        | Gurgaon   | 3,5             | 0,7             | 6,7             | 11,1               | Telekommunikation       |
| 62   | 1853        | Steel Authority of India            | Neu-Delhi | 12,9            | 0,4             | 15,6            | 8,3                | Eisen und Stahl         |
| 63   | 1869        | Federal Bank                        | Kochi     | 3,2             | 0,5             | 38,1            | 4,8                | Banken                  |
| 64   | 1873        | DLF                                 | Gurgaon   | 0,8             | 0,3             | 7,2             | 25,2               | Immobilien              |
| 65   | 1895        | Dr. Reddy's Laboratories            | Hyderabad | 3,4             | 0,7             | 4,6             | 11,6               | Pharma                  |
| 66   | 1908        | Varun Beverages                     | Gurgaon   | 2,0             | 0,3             | 1,8             | 23,6               | Getränke                |
| 67   | 1949        | CIFCL                               | Chennai   | 2,3             | 0,4             | 18,8            | 13,0               | Finanzen                |
| 68   | 1957        | NMDC                                | Hyderabad | 2,5             | 0,8             | 3,9             | 9,7                | Bergbau                 |
| 69   | 1980        | ABB India                           | Bangalore | 1,3             | 0,2             | 1,3             | 21,3               | Kapitalgüter            |